# Rosa Constança de Azeredo Coutinho
Rosa Constança de Azeredo Coutinho (Minas Gerais, 1801 — Rio de Janeiro, 10 de junho de 1874) foi uma proprietária rural e mineradora brasileira, pioneira do empreendedorismo feminino.

## Viúva e grande proprietária em Itabirito
Casada com o militar Raimundo Nonato de Sousa Coutinho, parente do  primeiro Barão de Catas Altas, Rosa Constança ficou viúva aos 30 anos, e passou a administrar sozinha as terras do Morro de São Vicente, na região de Acuruí/Rio das Pedras, no atual município de Itabirito. No recenseamento de 1831, aparece como proprietária do maior número de escravos da antiga freguesia de Rio das Pedras.

## Mineração de ouro no Morro de São Vicente

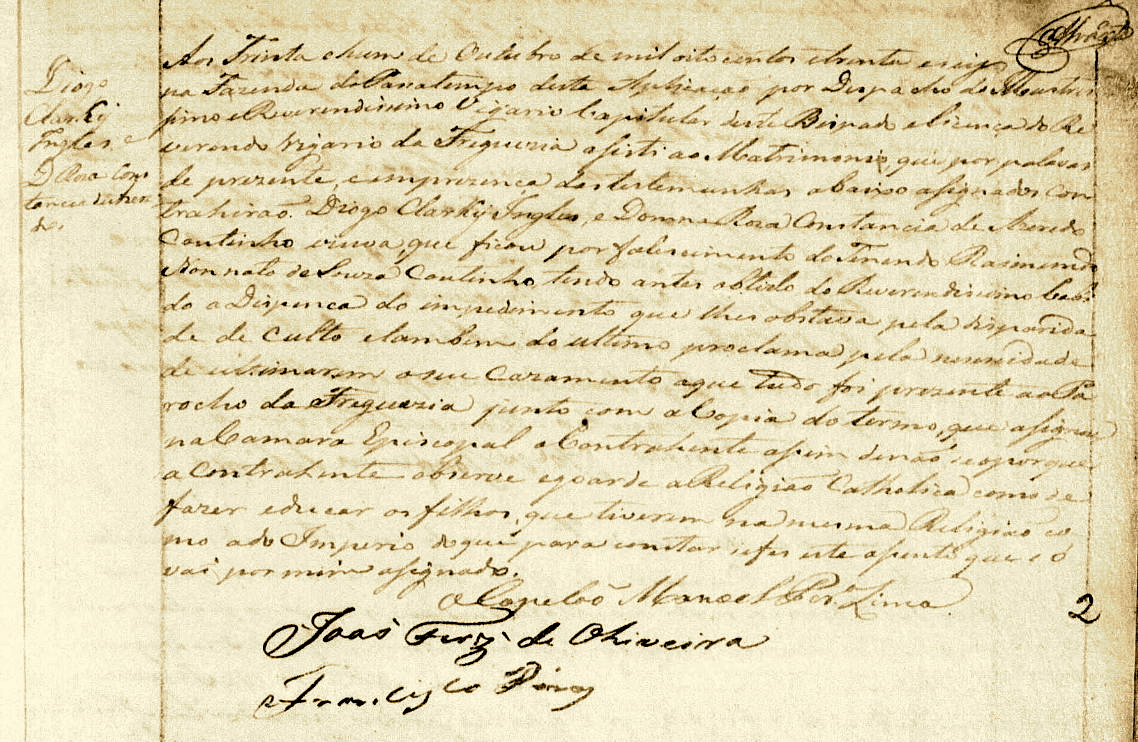
Assento do casamento de Rosa Constança com James Clark (Itabirito, 31 de outubro de 1836).

Com o início de nova fase da exploração aurífera em Minas na década de 1830, marcada pelo controle britânico e pelo emprego de técnicas mais avançadas de mineração, Rosa Constança retomou a extração de ouro no Morro de São Vicente, cujas minas incluíam as de Passa Tempo, Morro das Almas, Paciência e Ouro Fino. Para tanto, contou com o auxílio de seu segundo marido, o minerador e empreiteiro inglês James (Diogo) Clark, que viera ao Brasil para trabalhar na Imperial Brazilian Mining Company, empresa responsável pela célebre mina de Gongo Soco (a cerca de 50 quilômetros de Itabirito), comprada ao Barão de Catas Altas em 1824. A partir de 1850, contaria também com o apoio de seu genro Hugh (Hugo) Humphreys, outro imigrante inglês.
Novamente viúva em 1851, Rosa Constança continuou a administrar as terras e minas do Morro de São Vicente até que, em 1864, as vendeu à "East Del Rey Company", sociedade de capital britânico, por 114 contos de réis (desse total, quase 25% passou às mãos de credores vinculados ao comércio de escravos).
Em seu relato de viagem ao rio São Francisco, em 1869, o diplomata e explorador inglês Richard Francis Burton descreve visita ao Morro de São Vicente, e menciona que a propriedade pertencera "a Dona Rosa, viúva de um mecânico inglês".

## Últimos anos e importância histórica
Após a venda de suas propriedades em Itabirito, Rosa Constança mudou-se para o Rio de Janeiro, onde morreu em 1874, aos 73 anos de idade.
As circunstâncias pessoais fizeram de Rosa Constança de Azeredo Coutinho uma das pioneiras do empreendedorismo feminino no Brasil. Graças a alianças familiares com mineradores ingleses (casos de seu segundo marido e de seu genro), que aportaram o necessário conhecimento técnico, Rosa logrou manter bem-sucedida exploração aurífera em mãos nacionais por mais de três décadas -- caso raro na mineração brasileira do século XIX.